# Gare de Salindres
Gare de Salindres vasútállomás Franciaországban, Salindres településen.

## Vasútvonalak
Az állomást az alábbi vasútvonalak érintik:
- Ligne du Teil à Alès

## Kapcsolódó állomások
A vasútállomáshoz az alábbi állomások vannak a legközelebb: